# Anchoa tricolor
Anchoa tricolor är en fiskart som först beskrevs av Johann Baptist von Spix och Agassiz 1829.  Anchoa tricolor ingår i släktet Anchoa och familjen Engraulidae. Inga underarter finns listade i Catalogue of Life.